# Gajęcice-Gajówka
Gajęcice-Gajówka – osada leśna w Polsce położona w województwie łódzkim, w powiecie pajęczańskim, w gminie Pajęczno.
W latach 1975–1998 miejscowość administracyjnie należała do województwa częstochowskiego.